# 聖マリア女子中学 (上海)
聖マリア女子中学（せいまりあじょしちゅうがく、中国語: 聖瑪利亞女中、英語: St. Mary's Hall, Shanghai）は、中国・上海にあった米国聖公会のミッションスクールで、中華人民共和国の成立後に閉鎖された。

## 概要
聖マリア女子中学は1851年に虹口米国租界地の聖公会座堂近くに米国聖公会によって建てられた文紀女塾にさかのぼり、1881年に米国聖公会は、会衆派の裨文女塾（1850年創立）を合併して聖マリア女校（聖瑪利亞女校、聖マリア書院）として正式に発足し、聖ヨハネ書院（後の聖ヨハネ大学）のと隣り合わせにあった。1923年には上海共同租界の白利南路（現在の長寧路1187号）に引っ越し、聖マリア女子中学（聖瑪利亞女中）と改名した。当時、学費が高かったのでメソジスト教会の中西女子中学（McTyeire School）と共に「貴族教会女子校」との異名で知られていた。特に英文科、家政科、音楽舞踏科で有名であった。 
新中国の発足後、1952年には聖マリア女子中学と中西女子中学を合併して、上海市第三中学（江蘇路155号）が作られて、聖マリア女子中学の旧址は上海紡績専科学校となり、1999年には東華大学紡績学院長寧分校となった。
なお、国民党政府が台湾へ移ったのち、聖ヨハネ大学と聖マリア女子中学の卒業生が中心となり、台湾にのちに聖ヨハネ科技大学と呼ばれるようになる教育機関を設立している。

## 主な出身者
- 張愛玲